# Alba Iulia
Alba Iulia (in ungherese Gyulafehérvár; in tedesco Karlsburg o Weißenburg; in latino Apulum) è un municipio di 64 227 abitanti della Romania, capoluogo del distretto di Alba, in Transilvania.

## Storia
Alba Iulia si trova sul sito dell'antica città di Apulum, fondata dai Romani nel II secolo e distrutta dai Tartari nel 1241. Nel medioevo fu chiamata anche con il nome slavo di Bălgrad (città bianca). Nel XVI e XVII secolo è stata sede dei Principi di Transilvania, di un'arcidiocesi cattolica e di un metropolita ortodosso.
Tra il 1599 e il 1601, Alba Iulia fu la capitale dei principati uniti di Valacchia, Transilvania e Moldavia nella persona di Michele il Bravo. Fu sede nel 1918 della redazione della Dichiarazione di Alba Iulia, che portò alla proclamazione dell'unione della Transilvania alla Romania, e dell'incoronazione del re Ferdinando I di Romania nel 1922.
La città è situata all'incrocio di antiche vie di commercializzazione dell'oro e del sale. L'ubicazione tra i fiumi Ampoi e Sebeș da un lato e i Monti Apuseni dall'altro dà alla zona un clima temperato e ha favorito fin dai tempi più antichi gli insediamenti umani: le ricerche archeologiche hanno infatti portato alla scoperta di reperti risalenti al Neolitico e all'età del bronzo.
In epoca romana, la zona era sede di un grande accampamento fortificato della legio XIII Gemina, che divenne il nucleo iniziale dell'antica Apulum, dal precedente toponimo Apoulon usato dai Daci.
La fondazione della città però risale al Medioevo, quando viene creato il principato ungherese di Transilvania. La città viene citata per la prima volta in un documento del 1276 con i nomi Bãlgrad (slavo) e Gyulafehérvár (ungherese). Essendo una sede vescovile e un importante centro politico e militare la città raggiunse l'apice della sua potenza tra il 1542 e il 1690, quando fu la capitale del principato indipendente di Transilvania e residenza dei principi. Questo fu anche un importante periodo dal punto di vista culturale, in particolare per merito di due vescovi, László Gereb e Ferenc Varday, e soprattutto del principe Gabriele Bethlen, che diedero un'importante spinta alla cultura e all'istruzione di alto livello.
Risale infatti al 1622 la fondazione del Collegium Academicum, che fu la culla dell'Umanesimo e del Rinascimento in Transilvania e del quale l'attuale Università di Alba Iulia cerca di continuare la tradizione.
La produzione letteraria dell'epoca, favorita anche dalla presenza di diverse tipografie, è testimoniata dai reperti conservati nella biblioteca detta Batthyaneum, parte della Biblioteca nazionale romena, che dispone di una ricca collezione di incunaboli e libri antichi e rari, oltre a ospitare il più antico osservatorio astronomico della Romania.
Il 1º novembre 1599, con l'ingresso vittorioso di Michele il Bravo, Alba Iulia divenne la capitale della prima unione politica di tutte le terre che oggi compongono la Romania, accrescendo ancora la propria importanza politica e culturale, tanto da essere tuttora considerata da molti romeni la capitale morale del Paese.
Conquistata dagli austriaci dopo il 1700, la città ha subito dal punto di vista architettonico importanti cambiamenti tra il 1714 e il 1738, con la costruzione di imponenti fortificazioni e di monumenti in stile barocco. Ancora oggi esiste la più grande e ben conservata fortificazione dell'epoca in Romania, divenuta quasi il simbolo della città.
Nel periodo della dominazione austriaca, la città conobbe anche importanti sconvolgimenti sociali, come la cosiddetta Rivolta dei servi, sedata nel sangue il 28 febbraio 1785. Vi era una cospicua minoranza ungherese e tedesca che, dopo la caduta dell'Impero austro-ungarico, si è diluita fino a quasi scomparire.
Come importante centro culturale e religioso, Alba Iulia ospitò importanti manifestazioni e convegni nel XIX secolo, tra cui si ricordano in particolare tre Sinodi della Chiesa nazionale ortodossa di Romania, nel 1866, 1875 e 1886.
Il 1º dicembre 1918, dopo la sconfitta dell'Impero austro-ungarico nella Prima guerra mondiale, un'assemblea di 1.228 delegati riunita ad Alba Iulia si espresse per l'unificazione della Transilvania con il resto dell'attuale Romania e successivamente, il 15 ottobre 1922, la città ospitò la cerimonia di incoronazione di re Ferdinando I, il primo monarca della Romania unita.

## Monumenti e luoghi d'interesse

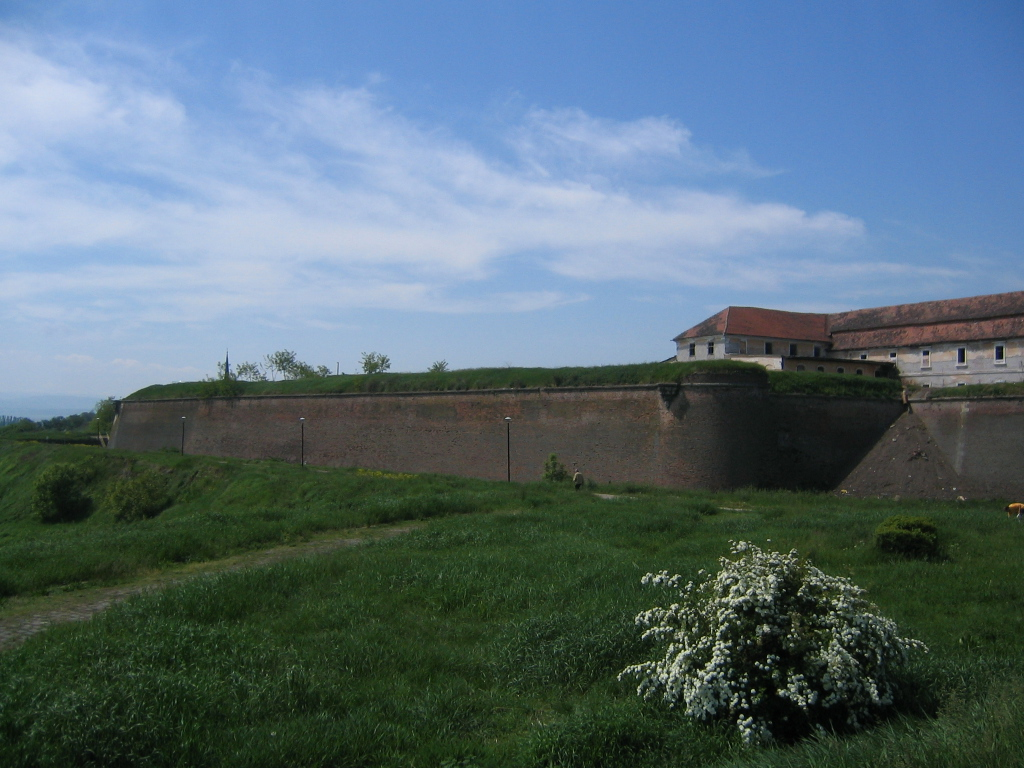
Veduta delle fortificazioni

- Le fortificazioni: costruite tra il 1714 e il 1738 su progetto dell'architetto italiano Giovanni Morando Visconti, hanno una lunghezza di circa 12 km, hanno pianta a stella e comprendono sette bastioni angolari.
- Cattedrale cattolica di San Michele
- Il Palazzo Apor, 1670-1690
- La biblioteca Batthyani, parte della Biblioteca nazionale romena, molto ricca di codici antichi, tra cui il Codex Aureus
- Il palazzo del collegio Accademico, l'accademia calvinista di Bethlen Gábor
- La cattedrale della Riunificazione: cattedrale ortodossa costruita nel 1921 e così chiamata perché ospitò l'incoronazione del primo Re della Romania unita nel 1922
- Il Museo nazionale dell'unificazione, ospitato in un edificio militare della metà del XIX secolo, con una collezione di circa 130 000 pezzi, laboratori di restauro e una biblioteca
- Il palazzo principesco

## Società

### Evoluzione demografica
Nel 1850, dei 5.408 abitanti della città, 2.530 erano rumeni, 1.009 ungheresi, 748 tedeschi e 1.121 di altre etnie. In seguito alle politiche di magiarizzazione, nell'anno 1910, degli 11.616 residenti 5.226 erano ungheresi, 5.170 rumeni, 792 tedeschi e 428 di altre etnie. Così al censimento del 2002 la popolazione era così suddivisa:
|           | Numero | %     |
| --------- | ------ | ----- |
| Rumeni    | 62 722 | 94,45 |
| Ungheresi | 1 836  | 3,40  |
| Rom       | 1 475  | 2,76  |
| Tedeschi  | 217    | 0,33  |
| altri     | 156    | 0,23  |
| Totale    | 66 406 | 100   |

## Economia
Nella città si trova la fabbrica di ceramiche S.C. Apulum S.A., fondata nel 1970.
Le ceramiche di Alba Iulia sono famose in tutta la Romania, e dopo la caduta del regime comunista hanno lentamente visto aumentare la loro esportazioni in tutto il mondo. Ad oggi la fabbrica, che si sviluppa su 160 000 metri quadri, dà lavoro a circa 1 000 persone.

## Amministrazione

### Gemellaggi
Alba Iulia è gemellata con le seguenti città:
- Arnsberg, dal 1974
- Székesfehérvár
- Nazaret, dal 1994
- Aigio, dal 2001
- Alcalá de Henares, dal 2002
- Sliven, dal 2002
- Düzce, dal 2001
- San Benedetto del Tronto, dal 2001
- Varese, dal 2003
- Viadana, dal 2006

Esiste inoltre un rapporto di collaborazione con la città di Alessandria

## Galleria d'immagini

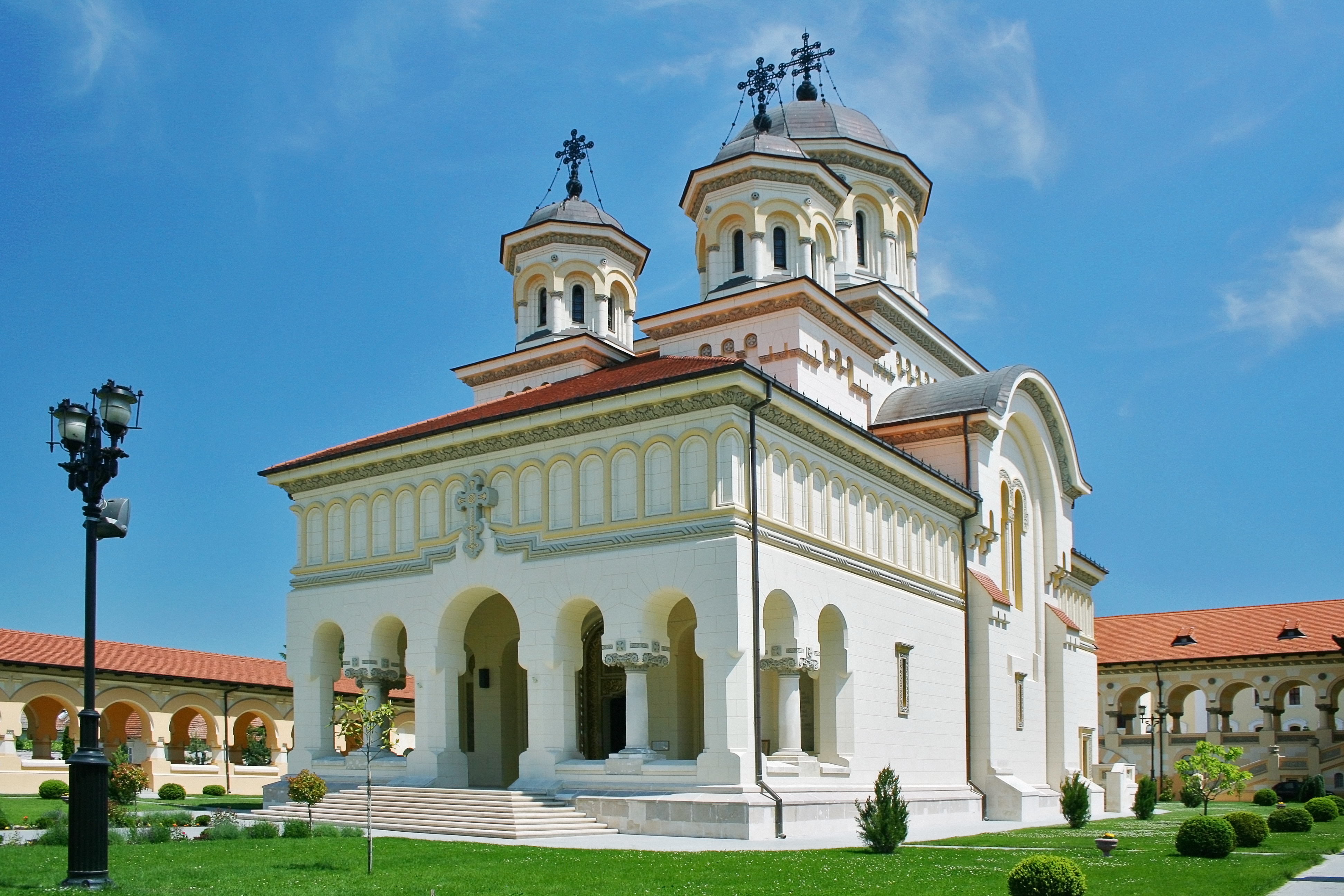
Cattedrale ortodossa della Riunificazione (rumena)
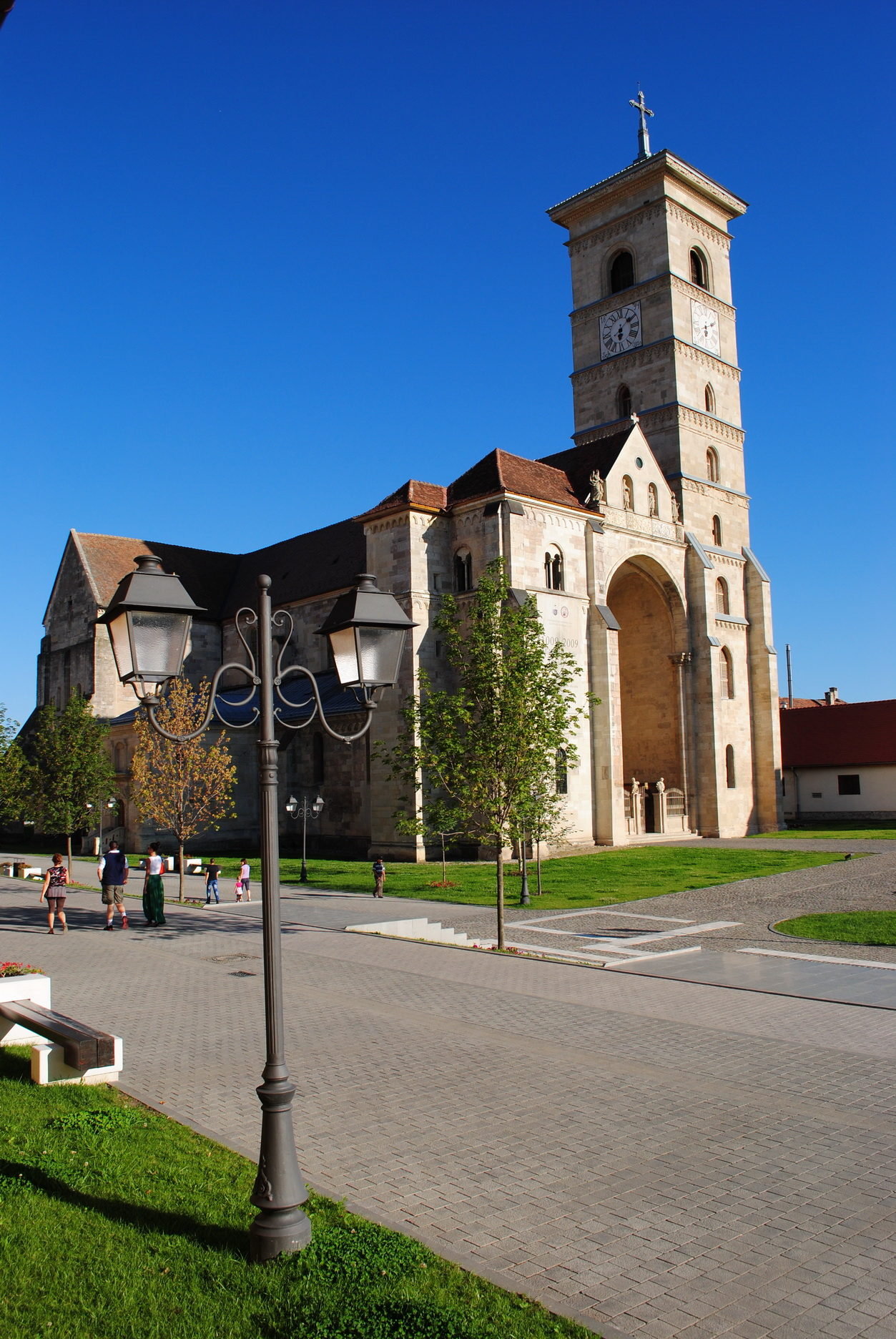
Cattedrale cattolica di San Michele
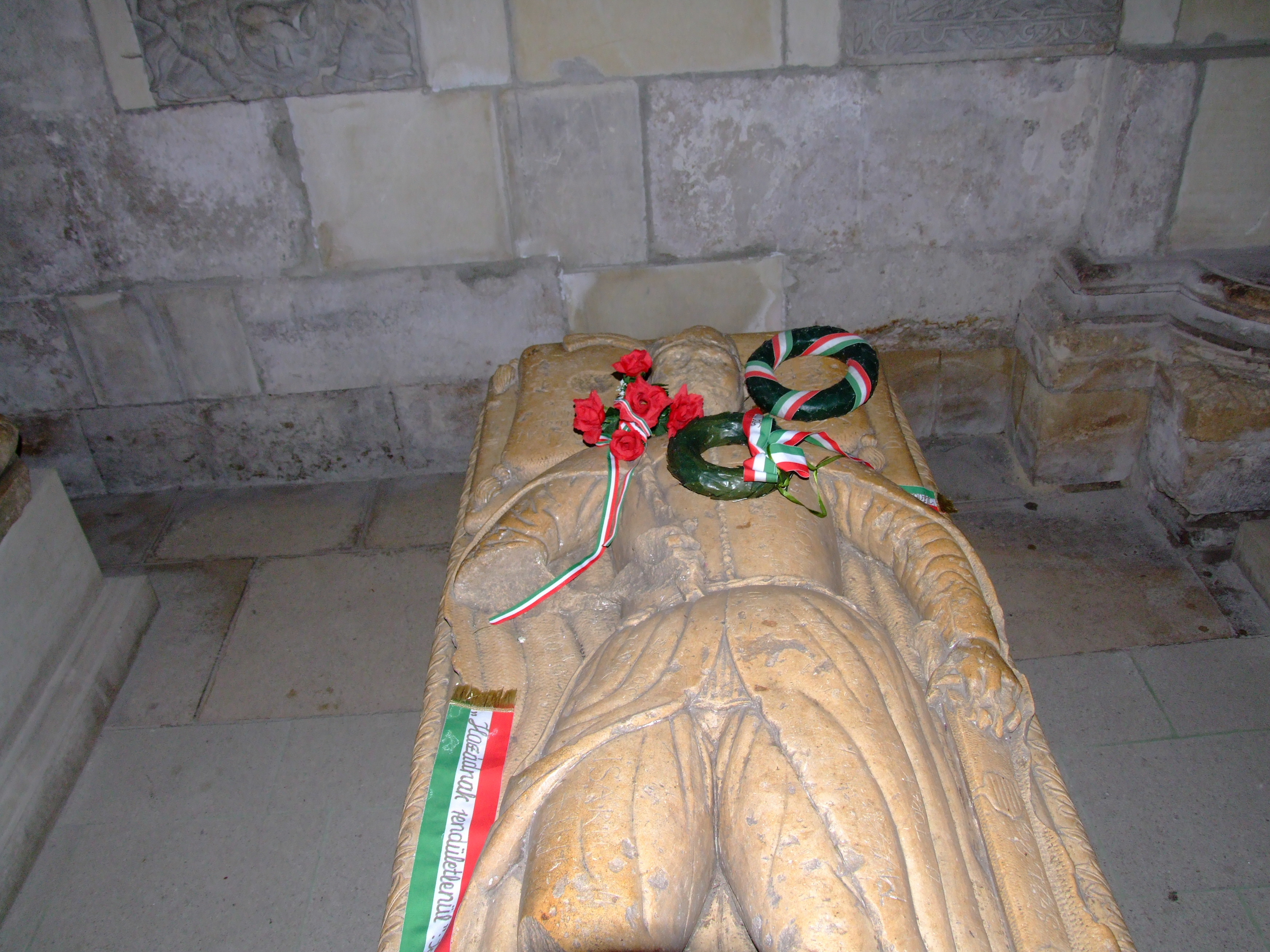
Tomba di János Hunyadi
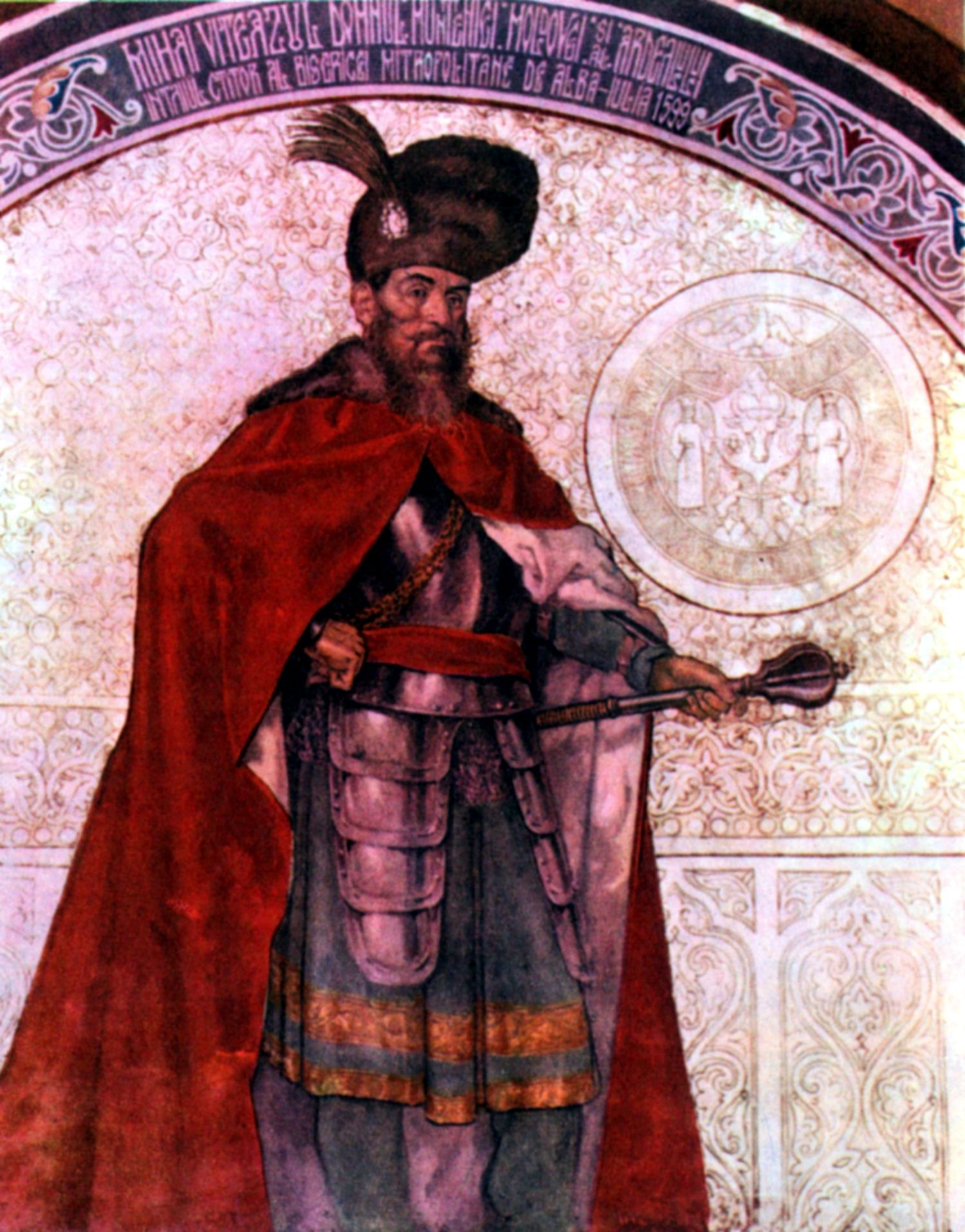
Michele il Bravo, affresco. Cattedrale ortodossa
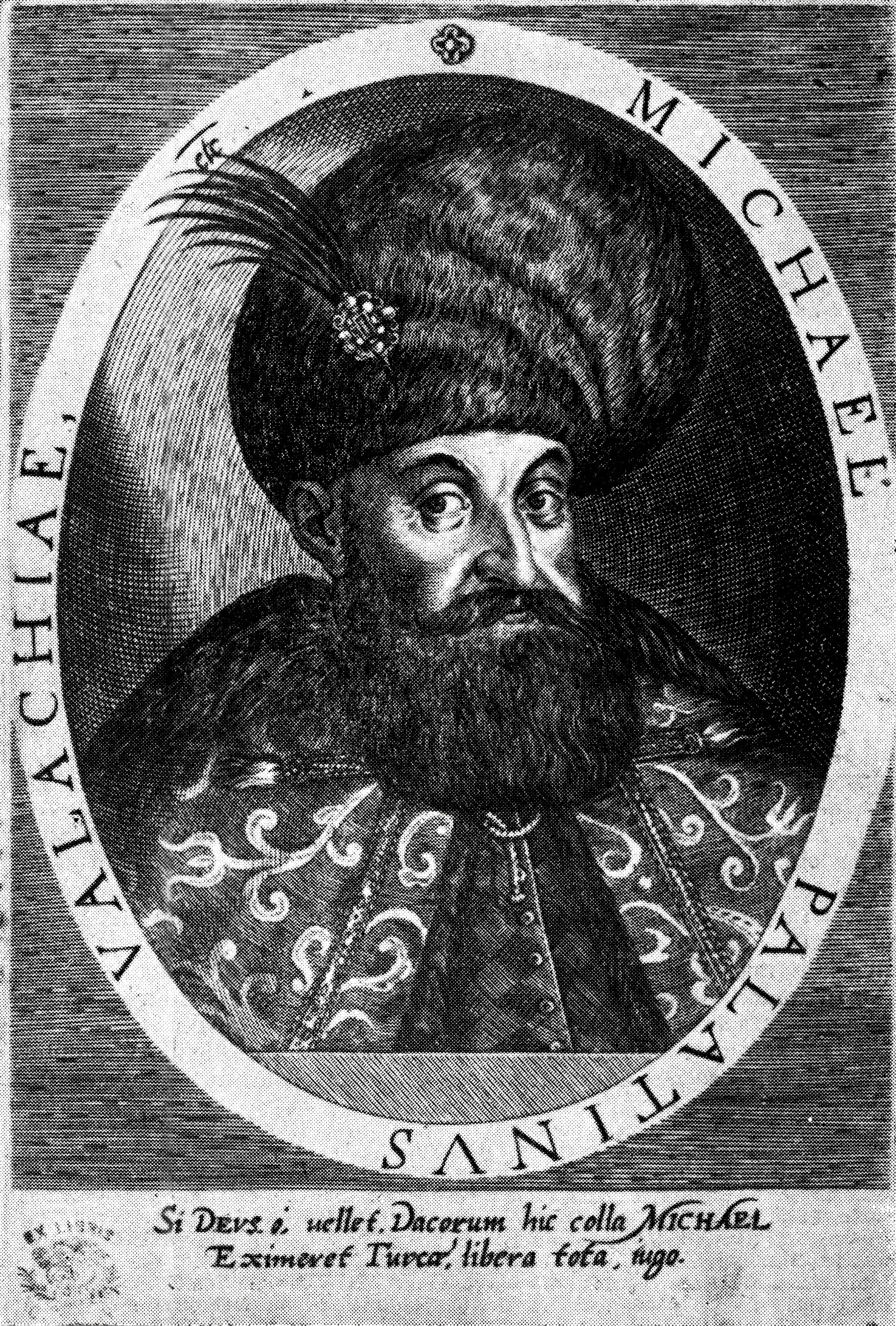
Michele il Bravo
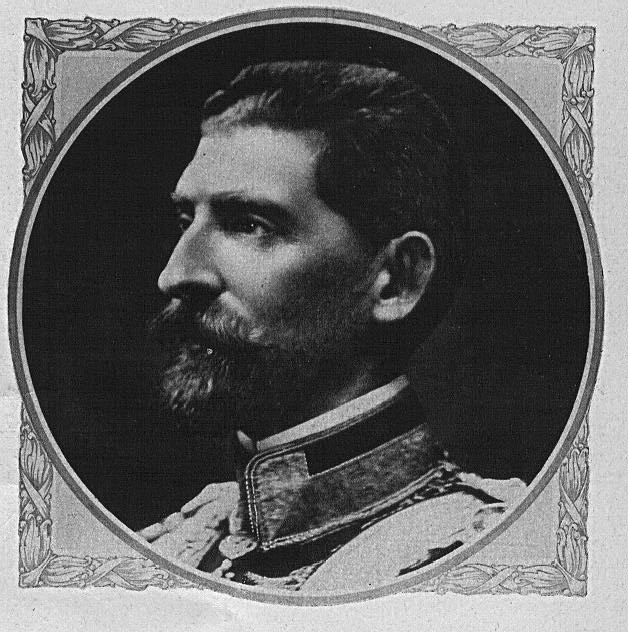
Ferdinando I di Romania
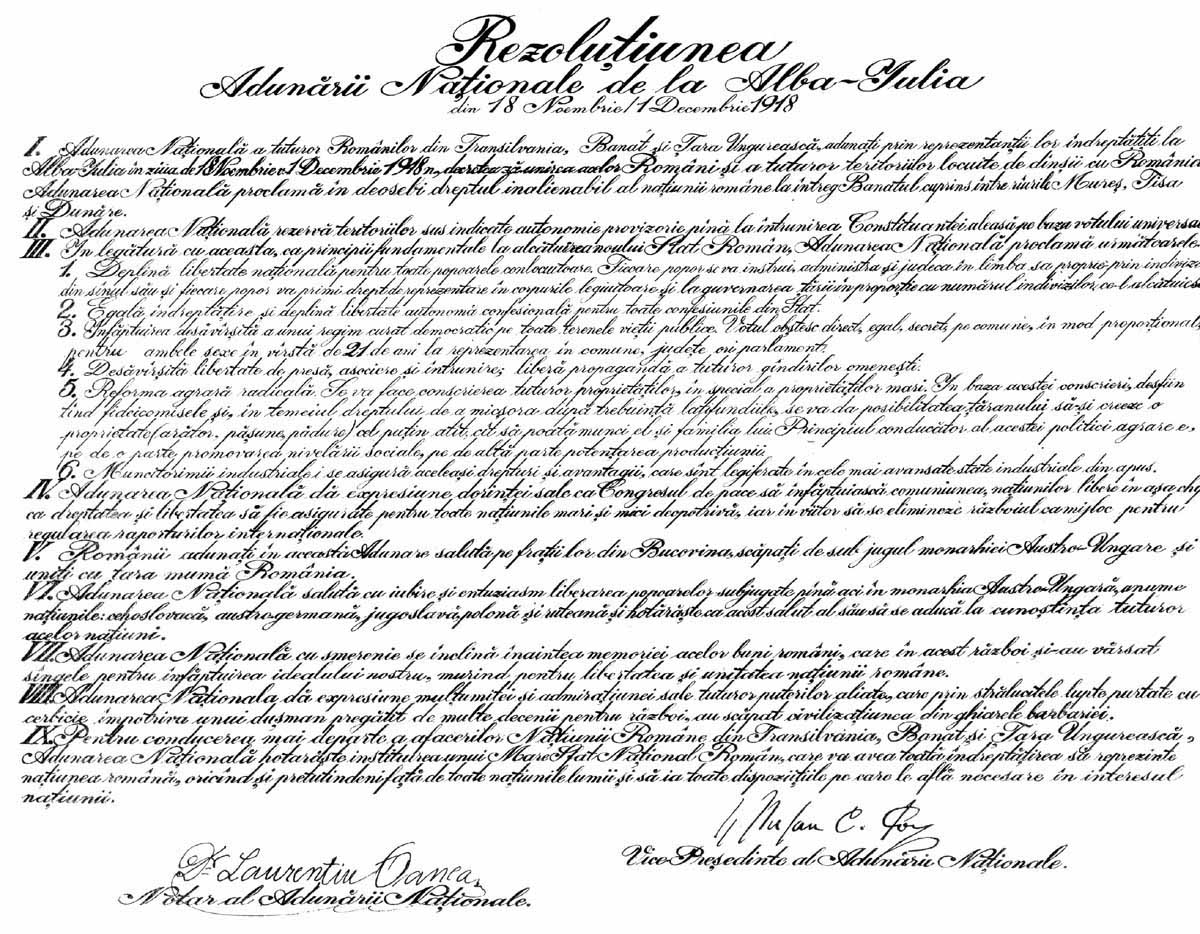
La risoluzione del 1º dicembre 1918 di unione con la Romania